# Нікулічев Володимир Григорович
Володи́мир Григо́рович Ніку́лічев (кримінальне прізвисько «Пуля»; 1 січня 1948, Львівська область — 27 серпня 1992) — кримінальний «авторитет» міста Києва, лідер злочинного угруповання.
Засуджений до ув'язнення п'ять разів:
- 1965 — грабіж і вимагання (2 роки ув'язнення)
- 1966 — хуліганство (4 роки 6 місяців)
- 1968 — хуліганство (4 роки)
- 1973 — Викрадення в особливо великих розмірах (15 років)
- 1973 — крадіжка, грабіж, втеча з-під варти (15 років)
- 1989 — квартирна крадіжка (3 роки)

Останній раз вийшов на волю у 1991 році.
Хоча він рідко був на свободі, мав великий «авторитет» та зв'язки не лише в Києві та УРСР, але і в інших регіонах Союзу. Його підтримували російські «злодії в законі» Василь Бузулуцький, Олександр Алятін («Шурік Устимовський»), Євген Васін («Джем»).
Після виходу на волю почав створювати власну групу, об'єднуючи угруповання, що дотримувалися злодійських традицій (рос. «понятий»). Найближчі соратники «Пулі» у той час: Віктор Рибалко («Рибка»), Володимир Поліщук («Чайник»), Юрій Довгаленко («Довгал»), Рудольф Машура («Рудік»). У своїй сфері впливу виконував роль своєрідного арбітра у конфліктах. Банда Нікулічева спеціалізувалася на грабежах і розбоях («гоп-стоп»).
Група «Пулі» конкурувала із угрупованням Ігоря Залевського («Буні»), іншого впливового київського «авторитета», який був застрелений у липні 1992 року. Через місяць Володимир Нікулічев загинув у автокатастрофі, коли перед його автомобілем несподівано почала розвертатися вантажівка. Похований на Совському кладовищі поруч із власним батьком.
Після загибелі «Пулі» і «Чайника», основна частина їх угруповання перейшла до Рибалко.